# Guerra gótica (408-416)
La guerra gótica de los años 408 a 416 (también conocida como «segunda invasión de Italia por Alarico») fue un conflicto bélico que enfrentó a los visigodos con el Imperio romano de Occidente.
Su inicio fue consecuencia de la concatenación de dos sucesos acaecidos en el Imperio occidental durante el año 408. El primero, la suspensión de una campaña destinada a arrebatar al Imperio oriental el control del Ilírico oriental y para la que se había llegado a una alianza con los godos de Alarico quien, en consecuencia, reclamó una indemnización por los gastos incurridos en la movilización.  Aunque Estilicon obtuvo un rápido acuerdo del senado y del emperador para pagarla, el control de la corte cayó en manos de una facción anti-bárbara dirigida por Olimpio cuya política causó el segundo motivo de conflicto. Consiguió la ejecución del general, canceló el pago y desató pogromos contra familiares de los soldados bárbaros que servían en el ejército italiano. Estos desertaron, entonces, en masa y se dirigieron donde estaba Alarico para unirse a su ejército pidiéndole que invadiese Italia como venganza.
El líder godo se encontró, entonces, al mando de un poderoso ejército y frente a un Imperio occidental debilitado que solo controlaba la prefectura de Italia donde su capacidad militar había quedado muy reducida por el abandono de los efectivos bárbaros y que, además, tenía que defenderse de un posible ataque del usurpador Constantino de Britania. Con esta situación favorable decidió volver a intentar el proyecto de encontrar un asentamiento para su pueblo dentro del Imperio occidental, aventura en la que había fracasado años antes.
Alarico invadió la península itálica en septiembre de 408 y recorrió el Véneto sin encontrar resistencia. Cruzó el Po, evitó un ataque directo contra la bien defendida Rávena y continuó hacia el sur hasta que decidió atacar la ciudad de Roma que puso bajo asedio en noviembre de ese mismo año. Su población no pudo recibir ayuda militar y llegó a un acuerdo para levantar el cerco mediante el pago de un rescate y la promesa de interceder ante Honorio para que se aviniese a una alianza con los visigodos. Aunque la corte imperial aceptó inicialmente los términos y permitió el pago, se negó luego a aliarse con ellos y aprovechó el momento para desplazar soldados desde Dalmacia con el objetivo de defender Roma mientras que usó un destacamento de hunos para evitar que Ataúlfo —cuñado de Alarico— se uniese a él con más tropas. Fracasó en ambas acciones y el líder visigodo volvió a poner bajo asedio la ciudad para presionar, así, al gobierno imperial a otorgar a su pueblo un lugar dentro de su territorio.
Viendo que la corte de Rávena temía más a los usurpadores que a los invasores cambió su estrategia y promovió que el senado en Roma nombrase a Prisco Átalo como emperador. Con buena parte de Italia controlada por el nuevo régimen y África en riesgo de perderse, varios miembros destacados del gobierno de Honorio lo abandonaron y el emperador vivió su momento más crítico durante el que llegó a preparar su huida a Constantinopla. La situación cambió con la llegada de refuerzos orientales y la defensa exitosa de África por Heracliano. Esto hizo que Alarico, tras ver fracasada su estrategia de presionar a Honorio, decidiese saquear finalmente Roma en agosto de 410. Cargados con un gran botín y con Gala Placidia y Átalo como prisioneros, los visigodos decidieron abandonar Italia y dirigirse a África para asentarse allí aunque no pudieron cruzar el mar porque una tormenta destruyó su flota y al poco, falleció Alarico.
Ataúlfo fue elegido como nuevo líder de los visigodos. Abandonó el plan de asentarse en África y durante el 411 recorrió lentamente la península hacia el norte mientras saqueaba lo que podía y buscaba un acuerdo con Honorio que les garantizase el ansiado asentamiento. Fracasó en ello ya que la corte Imperial se mantuvo en sus trece y buscó que la falta de suministros acabase por someter a los invasores. Para entonces, un nuevo hombre fuerte surgió dentro de ella: Flavio Constancio, quien pudo reorganizar el ejército italiano y acabar con la usurpación de Constantino de Britania.
Una nueva rebelión surgida en la Galia proclamó a emperador a Jovino. Ataúlfo abandonó, entonces, Italia e intentó unirse al usurpador para repetir la estrategia de Alarico con Prisco Átalo aunque la actitud de Jovino llevó a que el visigodo ofreciese al gobierno de Rávena acabar con él a cambio de suministro de cereales. Cumplió eficientemente su parte pero el Imperio no lo pudo hacer con la suya debido a que perdió el control de África al rebelarse Heracliano. Ataúlfo decidió, entonces, continuar con la estrategia de promover un régimen alternativo a Honorio en la provincia de Narbonensis prima y volvió a proclamar emperador a Prisco Átalo en 414 además de casarse él mismo con Gala Placidia para crear, así, una nueva dinastía imperial que uniese a visigodos y romanos. Flavio Constancio respondió al desafío con bloqueos navales que dificultaron enormemente su suministro y consiguieron que el hambre se extendiese entre ellos.
Gran parte de los visigodos estaba, para entonces, cansado de la estrategia de Ataúlfo por lo que este fue asesinado y tras unos días con Sigerico, decidieron elegir a Walia como rey. El nuevo líder retomó el antiguo plan de Alarico consistente en pasar a África e instalarse allí. Para ello se dirigió al estrecho de Gibraltar aunque, de nuevo, la flota visigoda fue destruida por una tormenta. Retornó a los Pirineos y decidió aceptar las condiciones de paz que ofrecieron los romanos: devolución de Gala Placidia y que los visigodos luchasen, en nombre del Imperio, contra los invasores que controlaban gran parte de Hispania en ese momento, en concreto, contra los vándalos silingos y los alanos de Ataces. A cambio, se les suministraría una gran cantidad de cereal y el gobierno de Rávena aceptaría, finalmente, el asentamiento visigodo cuya búsqueda había estado detrás de ocho años de guerra.
Ambas partes cumplieron con su parte del acuerdo: los visigodos devolvieron a Gala Placidia a cambio del suministro de cereal tras lo que lucharon durante dos años y derrotaron a los pueblos citados cuyos supervivientes se tuvieron que unir a los vándalos asdingos. En el 418 los romanos les concedieron la provincia de Aquitanica secunda y parte de las adyacentes Novempopulania y Narbonensis prima de tal manera que controlaron la costa atlántica desde los Pirineos hasta el Loira así como el valle del Garona hasta Toulouse donde establecieron su capital.
Aunque no le supuso grandes pérdidas militares, el Imperio sufrió graves consecuencias económicas debido a los saqueos godos en Italia entre 408 y 411. A estos males se le unieron los que le causaron la invasión del Rin y la usurpación de Constantino, coetáneas en el tiempo, y en las que sí se perdió buena parte del ejército. Territorialmente, significó la pérdida definitiva del área asignada a los visigodos quienes ya no pudieron ser expulsados del Imperio. La relación con ellos durante las siguientes décadas alternó periodos de colaboración en campañas militares, intervención visigoda en la política romana y guerra contra ellos debido a su tendencia a buscar una salida al mar Mediterráneo. Finalmente, tras el desastre en la recuperación de África en 468, Eurico comenzó un vigoroso proceso de expansión que los llevó a controlar gran parte de la Galia y casi toda Hispania.

## Antecedentes

### Los godos en el Imperio romano tras la batalla de Adrianópolis
En el año 376, un gran grupo de godos tervingios dirigidos por Alavivo habían sido autorizados a entrar en el Imperio romano oriental aunque las malas condiciones con las que se les recibió les llevaron a rebelarse y mantener una guerra contra los romanos durante seis años. En ella consiguieron una sonada victoria en la batalla de Adrianópolis donde cayó gran parte del ejército oriental y el propio emperador Valente. El conflicto finalizó en 382 con un acuerdo mediante el que los godos conseguían un asentamiento en el norte de la diócesis de Tracia, junto al Danubio, se podían gobernar por sí mismos y quedaban obligados a aportar contingentes al ejército romano cuando se les solicitara.
A la muerte de Teodosio en 395 volvieron a rebelarse y al mando de Alarico saquearon la península de los Balcanes durante tres años tras lo que consiguieron acordar una paz en 398 con el Imperio oriental que les proporcionaba el control de la prefectura de Iliria. Esto resultaría fatal para el Imperio occidental ya que los godos quedaron asentados junto a su frontera y el acceso a los arsenales romanos existentes en la prefectura les convirtió en una fuerza más poderosa de lo que habían sido la inicio de la guerra.
La reacción anti-goda producida en Constantinopla durante el año 400 llevó a que Alarico abandonase el Imperio oriental y  entrase en el occidental al siguiente año 401 con el fin de conseguir allí un asentamiento permanente para sus seguidores. No tuvo éxito en su empresa ya que Estilicón consiguió rechazar su invasión y los obligó a volver a sus bases.

### La disputa por la prefectura de Ilírico

El Imperio romano a la muerte de Teodosio. La disputa por controlar la prefectura de Ilírico (en tonos verdes) marcó, hasta el año 409, las relaciones entre las mitades occidental y oriental.

Tras morir Teodosio, el Imperio quedó dividido entre sus dos hijos Honorio y Arcadio aunque el gobierno efectivo lo desempeñaron otras personalidades que controlaron las cortes de Rávena y Constantinopla, respectivamente. Surgió, entonces, una disputa entre las dos mitades por el control del Ilírico oriental. Esta prefectura, que perteneció al Imperio occidental tras la partición del 364 entre Valentiniano y Valente, había sido cedida por Graciano al emperador oriental Teodosio para ayudarle en su lucha contra los godos. Tras la muerte de este, la corte occidental reclamaba su devolución, lo que rechazaba la oriental. Los beneficiarios de esta situación fueron los godos de Alarico quienes vieron, primero, como los intentos de Estilicón por expulsarlos eran rechazados por Constantinopla y posteriormente, evitaron ser destruidos durante su primera invasión de Italia al ser una fuerza armada susceptible de utilizarse por el general romano contra la mitad oriental.
A finales año 406, Estilicón inició los planes para entrar en el Imperio oriental y recuperar el Ilírico. Para ello entró en conversaciones con Alarico y acordó con él una alianza en la que, a cambio de la ayuda de sus tropas, el líder godo quedaría como comandante en esa prefectura. Este reunió su ejército, se dirigió al Epiro durante el verano de 407 y esperó allí la llegada de las tropas romanas. Sin embargo, desde inicios de ese año, dos hechos desaconsejaban emprender esa campaña: la invasión de la Galia por un conglomerado de pueblos bárbaros y la rebelión de Constantino de Britania quien consiguió que se le uniesen las tropas estacionadas en Britania, Galia e Hispania. La evolución desfavorable de ambos llevó a que, a inicios de 408, Estilicón abandonase completamente su plan de atacar a la mitad oriental e intentase mejorar las relaciones con la corte de Constantinopla. De este modo, se cancelaron los planes de invasión y la alianza con Alarico se hizo innecesaria. Ante esta situación, el líder godo abandonó el Epiro en primavera y con sus tropas, se trasladó a Emona y luego a Virunum, en la provincia de Nórico Mediterráneo cerca de los límites de la diócesis de Italia. Desde allí, envió una embajada a Estilicón exigiendo el pago de una indemnización que le compensase por los gastos incurridos en la movilización de su ejército para luchar junto al Imperio.

### La caída de Estilicón y la reacción anti-bárbara
Ante la petición de Alarico y el hecho de que, si no se le otorgaba, podía invadir Italia, Estilicón pidió al emperador y al senado que se aceptase y se mantuviese, así, la alianza con él. Aunque la opinión de aquellos era de ir a la guerra contra el godo, el general romano pudo obtener su autorización para entregarle 4000 libras de oro y utilizar sus fuerzas para enfrentarse a Constantino nombrándolo magister equitum per Gallias.
Sin embargo, ni el dinero fue finalmente entregado ni se produjo la campaña contra el usurpador ya que una serie de sucesos llevaron a la caída y ejecución de Estilicón. 
Parece ser que las relaciones con la mitad oriental y el incremento de efectivos bárbaros en el ejército habían llevado al surgimiento de dos partidos enfrentados: por un lado, los que seguían al general, dispuestos al enfrentamiento con Constantinopla para recuperar Ilírico y al uso de soldados bárbaros; por otro, los partidarios (entre los que se incluía Serena, la esposa del propio Estilicón) de buscar una buena relación con oriente y que, además, rechazaban protagonismo de los efectivos extranjeros. La noticia de la muerte de Arcadio y la política a adoptar frente a su sucesión desencadenaron una serie de acontecimientos que llevaron a la caída de Estilicón y al triunfo de los segundos quienes consiguieron la ejecución del general.
El nuevo líder de la corte fue Olimpio quien persiguió a los seguidores de Estilicón mientras que, a la vez, las tropas romanas estacionadas en las ciudades desataron pogromos contra los familiares de los soldados bárbaros que servían en el ejército. Estos, que en gran parte eran godos capturados tras la invasión de Radagaiso, desertaron en masa y se dirigieron al encuentro de Alarico para unirse a sus tropas que aumentaron su número de efectivos a 30 000 hombres.

## Los ejércitos enfrentados

Fragmentación del Imperio occidental en el año 408. Zonas de control:
Honorio
Constantino de Britania
Visigodos
Alanos, suevos y vándalos
El gobierno de Honorio solamente controlaba la mitad del territorio y estaba en disputa con Constantino, quien se había hecho con la otra mitad. En esta situación, sus posibilidades de hacer frente al ataque de Alarico eran muy reducidas.

Al inicio del conflicto, el gobierno de Honorio controlaba únicamente la mitad del Imperio occidental. Su área se ceñía a las cuatro diócesis de la prefectura de Italia: Ilírico; Italia Annonaria; Italia Suburbicaria y África. Según deja entender la Notitia dignitatum, en este ámbito se encontraban 3 cuerpos del ejército comitatenses con el que se debía hacer frente a cualquier invasor que hubiese conseguido rebasar las defensas fronterizas de los limitanei. El estacionado en Italia tenía una fuerza teórica de unos 28 000 soldados que tendrían que hacer frente a los 20 000 godos de Alarico. Aunque la proporción de fuerzas pudiese parecer favorable a Honorio, no era así ya que, además de Alarico, otro enemigo amenazaba su posición: el usurpador Constantino quien controlaba la prefectura de las Galias. Esta situación se agravó sobremanera cuando 10 000 soldados de origen bárbaro desertaron del ejército italiano y se unieron a los godos. Con unos 18 000 efectivos frente a 30 000 invasores, teniendo que protegerse de un posible ataque de Constantino y bajo el mando de las dos nulidades que sustituyeron a Estilicón —Varanes y Turpilio—, las posibilidades de rechazar militarmente el ataque eran prácticamente nulas.
El ejército de Alarico, por su parte, distaba mucho de ser el que atravesó el Danubio una generación antes, en el 376. Durante los años de lucha junto a los romanos habían podido aprender sus técnicas militares —de hecho, el propio Alarico fue formado como oficial dentro del ejército romano— y tras la guerra entre los años 395 y 398, consiguieron hacerse con el control de la prefectura de Ilírico oriental y tener acceso los arsenales y fábricas de armamento existentes allí. De esta manera, pudieron disponer de un equipamiento a la altura del que tenía el ejército imperial. Su primer intento fracasado de invadir Italia les dio la oportunidad de conocer tanto el terreno donde se tenían que mover como su infraestructura defensiva. Además, les proporcionó un mando único e indiscutido ya que ese conflicto resolvió la disputa por el poder entre Alarico y otros líderes como Sarus y Ulfilas que abandonaron a los godos y ofrecieron sus servicios al Imperio. El punto débil de este formidable ejército lo representaba su necesidad de suministros ya que a la, de por sí, gran cantidad de combatientes (30 000 hombres) había que sumar las familias de estos que los acompañaban en la invasión. Procurar alimentos a esta masa humana suponía un problema que, durante el conflicto, fue utilizado por los romanos en su favor como elemento de negociación.

## Estallido del conflicto
Alarico, quien no había recibido indemnización alguna y ahora estaba al mando de un gran ejército —en el que buena parte de él clamaba venganza— no optó de primeras por romper las hostilidades sino que buscó una salida negociada. Para ello hizo una nueva propuesta al gobierno imperial: se le debería entregar una moderada cantidad de oro, realizarse un intercambio de rehenes y aceptar que sus hombres se asentasen en Panonia, provincias donde su cuñado Ataúlfo dirigía a los soldados federados estacionados allí quienes, todavía, eran leales al gobierno de Rávena.
Olimpio convenció a Honorio para que rechazase la propuesta, parece ser, por el miedo a que la llegada de Alarico a Panonia hiciese que los soldados federados se cambiaran de bando y se agravase, todavía más, el desequilibrio de fuerzas existente en ese momento. Sin embargo, no hicieron nada para afrontar la previsible invasión, ni siquiera intentar un acercamiento con Sarus quien había abandonado a Estilicón antes de su caída y todavía, comandaba un considerable contingente bárbaro que no se había pasado a Alarico. Este, ante el fracaso de su embajada y la debilidad de sus oponentes, inició la invasión de Italia en septiembre de ese año 408.

## Desarrollo

### Primera fase: los asedios de Roma por Alarico

#### Primer asedio (noviembre y diciembre de 408)

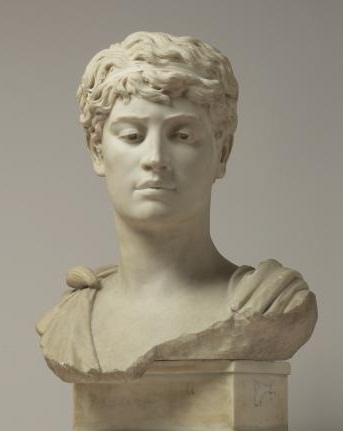
Busto del emperador Honorio. Su negativa a conceder a los visigodos un asentamiento legal dentro del Imperio llevó a que estos acabasen por saquear la ciudad de Roma.

Alarico envío un mensaje a Ataúlfo pidiéndole que se uniese a él con las tropas federadas de Panonia que pudiese convencer para que les siguiesen contra los romanos. Sin esperarlo, partió con el ejército, cruzó los Alpes julianos y llegó a Aquilea. Prosiguió por Concordia y Altinum siguió luego junto al Po que cruzó en Cremona sin que ningún ejército romano intentase hacerles frente ni ellos se demorasen en atacar ciudades. Tras atravesar el río, tomó la Vía Emilia y por Bolonia, se dirigió a Rímini. Parece ser que, en ese momento, el líder visigodo decidió atacar la ciudad de Roma. Marchó hacía allí por la Vía Flaminia y extendió la destrucción a su paso aunque, al encontrar resistencia en Narni desvió su ruta y tomó la Vía Salaria para llegar a la capital en noviembre y ponerla bajo asedio.
Su ejército rodeó la ciudad y bloqueó todas las salidas. Igualmente, para evitar su abastecimiento, tomaron posiciones junto al río Tíber e impidieron el paso de los barcos que traían el trigo desde Ostia. La población determinó resistir a la espera de que llegase ayuda de Rávena y para ello racionaron los alimentos. Pasaron las semanas sin que el gobierno imperial decidiese actuar y el hambre se extendió entre los habitantes quienes, además, debían soportar el hedor de los cadáveres que no podían sacar fuera para ser enterrados. En esta situación, enviaron una primera embajada a Alarico para saber sus condiciones que, inicialmente, fueron muy duras: la entrega de todo el oro y la plata de la ciudad además de los esclavos bárbaros que vivían en ella.
Una segunda embajada consiguió condiciones menos extremas pero que incluían el pago de 5000 libras de oro y concluir un tratado de alianza entre los visigodos y el Imperio asegurado mediante la entrega como rehenes de varios hijos de miembros del gobierno de Honorio. La ciudad envió a varios ciudadanos destacados a Rávena para consultar al emperador quien dio su consentimiento para el acuerdo de tal manera que se efectuó el pago a los visigodos. Estos levantaron el asedio para final de año y se dirigieron a Etruria aunque dejaron destacamentos estacionados junto a la ciudad a la espera de que Honorio cumpliese el resto de condiciones. Mientras tanto, el final del asedio y la cercanía del ejército godo fue aprovechado por los esclavos de este origen que vivían en Roma para huir y unirse a Alarico con lo que su ejército aumentó hasta los 40 000 hombres.

#### Reacción del Imperio y segundo asedio (409)
Una vez que se levantó el asedio a Roma, el gobierno de Honorio intentó reaccionar ante Alarico. No se acabaron de cumplir las condiciones del acuerdo de tal manera que ni se negoció el previsto tratado de alianza ni se entregaron rehenes. Igualmente, se hizo la paz con Constantino de Britania al inicio del año y se le reconoció como coemperador con el fin de evitar una guerra en dos frentes. En el plano militar, se ordenó que cinco legiones —unos 5000 hombres— se trasladasen desde Dalmacia y se introdujesen en Roma para afrontar la previsible reacción visigoda. Valente condujo el ejército hacia la ciudad pero en algún punto del trayecto fueron emboscados por Alarico y todos los hombres cayeron muertos o prisioneros, salvo cien que pudieron escapar y llegar a la ciudad —entre ellos, el propio Valente—. A esta derrota imperial siguió una pequeña victoria que tuvo pocas consecuencias en el desarrollo del conflicto: cuando Ataúlfo, finalmente, entró en Italia con un reducido contingente de tropas para unirse a su cuñado, les salieron al encuentro un grupo de hunos federados que consiguieron dar muerte a 1100 de sus soldados aunque no pudieron impedir que el resto continuase su camino.
Los fracasos en la política imperial llevaron a la caída de Olimpio y del partido anti-bárbaro en febrero de 409. Aquel huyó a Dalmacia y fue sustituido por Jovio quien se convirtió en el nuevo hombre fuerte de la corte imperial. Destituyó a Turpilio y Vigilancio y los sustituyó por Valente como magister militum mientras que, al cargo de las tropas que todavía permanecían fieles en Ilírico, nombró a Genérido. Jovio había sido una persona cercana a Estilicón y con ello, nombrado prefecto para Ilírico cuando se planeó su recuperación. De esta manera, conoció y trabó amistad con Alarico cuando ambos coincidieron en Epiro durante los preparativos para la campaña contra el Imperio oriental. Reanudó las conversaciones de paz y acordó un encuentro con él y Ataúlfo en Rímini durante marzo. Las condiciones que pidió el visigodo fueron pagos anuales en oro y trigo así como el derecho a asentarse en las provincias de Venetia, ambos Nóricos y Dalmacia. Jovio informó por carta al emperador y por su parte, sugirió que ofreciese a Alarico el cargo de magister militum a cambio de reducir sus pretensiones. Honorio lo censuró por su negociación y solo aceptó los suministros anuales pero no el resto de condiciones además de excluir expresamente la posibilidad de que Alarico u otra persona de su familia ocupase un puesto al mando de tropas romanas. Esta mención personal irritó sobremanera al godo quien abandonó las conversaciones y se dirigió a Roma dispuesto a ponerla, otra vez, bajo asedio. Jovio regresó a Rávena y al ver peligrar su posición, juró ante el emperador que nunca haría la paz con Alarico. Así, aunque este volvió a enviar emisarios con condiciones más suaves y limitadas a un asentamiento en las provincias fronterizas de Panonia, no consiguió respuesta positiva.
Los invasores iniciaron el nuevo asedio en otoño y en esta ocasión, además de rodear la ciudad, consiguieron tomar el puerto de Ostia con lo que cortaron cualquier posibilidad de abastecimiento. Alarico siguió, esta vez, una estrategia diferente: ante el hecho de que la corte de Rávena siempre temía más a los usurpadores que a los invasores, planeó apoyar a un emperador alternativo con la esperanza de que Honorio aceptase sus condiciones a cambio de dejar de respaldarlo. Así, puso como condición para dejar el bloqueo de la ciudad que sus autoridades se uniesen a él contra Honorio. De esta manera, tras unas semanas de asedio, se aceptó su propuesta y se eligió como emperador a Prisco Átalo en diciembre quien, a la sazón, era el prefecto de la ciudad en ese momento. El nuevo emperador designó al godo como magister peditum y a Valente —quien abandonó a Honorio y se unió al usurpador— como magister equitum.

#### Fracaso de la usurpación de Átalo y tercer asedio (410)

Fragmentación del Imperio occidental en el año 410. Zonas de control:
Honorio
Constantino de Britania
Máximo de Hispania
Átalo y Alarico
Britanorromanos
Bagaudas
Alanos, suevos y vándalos
Fue el momento más crítico para Honorio quien llegó a preparar su huida a Constantinopla para el caso de que África cayese en manos de Átalo y Alarico.

La viabilidad del nuevo gobierno de Átalo dependía, en gran medida, de mantener el suministro de cereales desde África. El ejército en esta diócesis estaba comandado por Heracliano quien, ante la nueva situación, se mantuvo fiel a Honorio. Alarico propuso que se enviase un grupo de sus soldados pero Átalo, temeroso de que los visigodos se hiciesen con el control de un área tan estratégica, envió un pequeño contingente de tropas romanas al mando de Constante. Tras la partida de la expedición a África, Átalo y Alarico se dirigieron a Rávena con la intención de deponer a Honorio. Este, por su parte, envió a Jovio a su encuentro con la propuesta de un reconocimiento como coemperador que no fue aceptada por el usurpador quien, en cambio, le ofreció un exilio a alguna isla apartada que él mismo eligiese. Jovio, ante la situación de debilidad del emperador, le abandonó y se pasó al bando de Átalo.
La situación de Honorio era, en efecto, desesperada ya que al peligro de que Rávena cayese en manos del usurpador y la incertidumbre sobre la fidelidad de África, se unían los alborotos entre sus propias tropas provocados por Alóbico quien, parece, que estaba de acuerdo con Constantino para que este entrase en Italia y depusiese al emperador. Cuando ya se había llegado a preparar una flota para huir hacia Constantinopla, la situación cambió a su favor con la llegada inesperada de refuerzos enviados por el Imperio oriental. Un contingente de 4000 soldados arribó a Rávena y permitió asegurar su defensa a la vez que se confirmó que Heracliano había conseguido rechazar el intento de Átalo por controlar África y Alobico fue ejecutado por sospechas de traición. Alarico abandonó, entonces, el ataque a Rávena y se dedicó a someter a las ciudades de Emilia y Liguria que no se habían pasado a Átalo aunque fracasó en Bolonia que resistió su asedio durante semanas. Constantino, por su parte, abandonó los planes de invasión de Italia ante la presencia del ejército godo y la caída de su aliado Alobico.
La situación de Átalo y Alarico, consecuentemente, se agravó. Heracliano bloqueó los puertos africanos de tal manera que cesó el suministro de cereal a Roma y se extendió el hambre entre sus habitantes quienes llegaron a pedir que «se fijase el precio de la carne humana». La única vía para revertir la situación era enviar un contingente godo a África pero Átalo se mantuvo en sus trece y no lo autorizó. Esto llevó a que Alarico lo depusiese a inicios del verano y se volviese a intentar una salida negociada con Honorio acordándose, entonces, un encuentro con sus embajadores cerca de Rávena a donde acudió Alarico con parte de sus tropas en julio.
En este punto de los acontecimientos fue cuando se produjo la intervención de Sarus quien había adoptado una posición neutral en el conflicto y estaba estacionado con 300 hombres en el Piceno. Había sido objeto de un ataque por Ataúlfo —quien era un viejo enemigo suyo— lo que hizo que se uniese al bando de Honorio. Cuando Alarico estaba estacionado con parte de sus tropas a unos 12 km de Rávena, fue atacado por Sarus lo que le obligó a retirarse a Rímini. El visigodo consideró que esta acción no se podía haber producido sin la autorización de Honorio por lo que, lleno de ira, se dirigió nuevamente a Roma con todo su ejército y la volvió a poner bajo asedio. Esta vez no ofreció ninguna negociación y el asedio fue breve ya que el hambre extendida por el bloqueo de Heracliano no daba opciones a sus habitantes para resistir. A los pocos días, el 24 de agosto, la puerta Salaria se abrió desde dentro y el ejército visigodo entró en la ciudad.

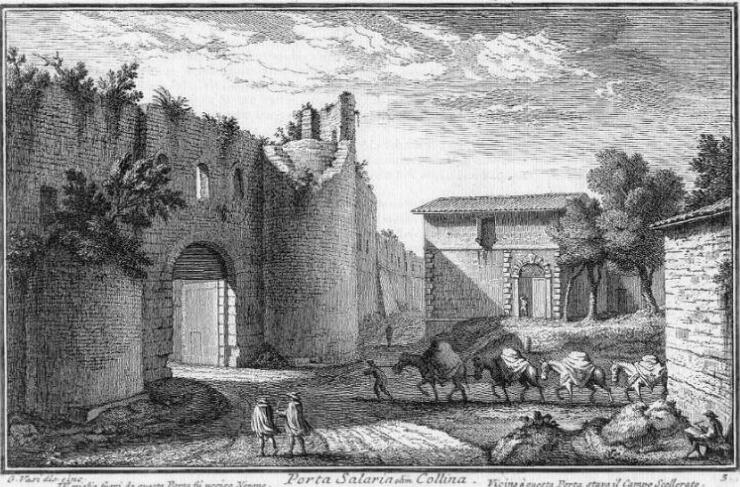
Imagen dieciochesca de la puerta Salaria por donde entraron Alarico y los visigodos para saquear Roma.

El saqueo de la ciudad duró tres días y durante él, los asaltantes respetaron la mayoría de los sitios y objetos sagrados además de que los daños a los edificios se limitaron a la zona de la puerta Salaria y de la antigua sede del senado. Los visigodos obtuvieron un gran botín y abandonaron la ciudad llevándose consigo varios prisioneros entre quienes destacaba Gala Placidia, la hermana de Honorio.
Aunque resulte paradójico, el saqueo de Roma significó el fracaso de la estrategia que había seguido Alarico durante la guerra. Esta no había sido otra que obligar al Imperio occidental a conceder un asentamiento legal a sus seguidores dentro de sus fronteras. Para ello utilizó los asedios de Roma como una manera de presionar a la corte Imperial pero esta, bien resguardada en Rávena, prefirió dejar caer a la ciudad antes que aceptar la creación de una entidad política visigoda en su territorio.
Los visigodos estaban ahora «en posesión de todas las riquezas que pudieron sacar de Roma pero no tenían donde gastarlas». Como, además, seguía sin resolverse el problema de los suministros, Alarico optó por dirigirse hacia el sur con la intención de pasar a África, el granero que alimentaba a Italia. Llegaron a Rhegium, situada en el estrecho de Mesina donde reunieron una flota para cruzar el mar con la mala fortuna de que una tormenta la destruyó durante la primera travesía. Retornaron, entonces, hacia el norte pero a los pocos días el líder visigodo enfermó y murió cerca de Cosenza a finales de 410.

### Segunda fase: en la Galia e Hispania con Ataúlfo

#### Flavio Constancio toma las riendas del ejército

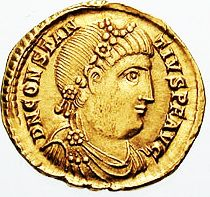
Imagen de Constancio III en una moneda. Bajo su dirección, el Imperio pudo dar la vuelta a la evolución de la guerra contra los visigodos.

El elegido para suceder a Alarico fue su cuñado Ataúlfo quien abandonó el plan de cruzar a África y se enfrentó al desafío de encontrar el ansiado asentamiento para los visigodos. Es poca la información sobre lo que hicieron durante el año 411. Se sabe que iniciaron un lento desplazamiento hacia el norte de la península itálica, se movieron junto a la costa occidental y saquearon las comarcas a su paso para alimentarse. La corte de Rávena mantuvo su política y respondió con indiferencia en la esperanza de que la falta de suministros acabase por doblegarlos. Tampoco intentó atacarlos ya que mantuvo su prioridad en la defensa frente al usurpador Constantino.
Ese año 411 se nombró a Flavio Constancio como magister militum. Este era un antiguo compañero de Estilicón que había podido esquivar las purgas de Olimpio y su labor al frente del ejército supuso un revulsivo en la actuación del Imperio ya que reorganizó las tropas en Italia y se dispuso a pasar al ataque. Para entonces la situación en la Galia se había vuelto caótica porque Geroncio —el principal general de Constantino— se había rebelado contra él y lo tenía asediado en Arelate (Arlés). Constancio aprovechó la oportunidad y se dirigió hacia allí donde derrotó primero a Geroncio —cuyas tropas se cambiaron de bando— y después mantuvo el asedio de Arelate hasta que Constantino se rindió en septiembre de ese mismo año.

#### Usurpación de Jovino

Fragmentación del Imperio occidental en el año 413. Zonas de control:
Honorio
Jovino
Heracliano
Britanorromanos
Bagaudas
Burgundios
Visigodos
Alanos, suevos y vándalos
Con los visigodos fuera de Italia, Flavio Constancio pudo acabar con la usurpación de Heracliano mientras que Jovino era eliminado por Ataulfo a cambio de suministros por el Imperio.

Ante la perspectiva del final de Constantino, la aristocracia galorromana no estaba dispuesta a quedar bajo el control de Rávena y proclamó a uno de ellos, Jovino, como emperador en julio de ese 411. El nuevo usurpador se apoyó militarmente en las pocas tropas romanas que quedaban en el Rin y en pueblos foederati establecidos junto al río, principalmente, en los alanos de Goar y los burgundios de Gundahario. Formó un ejército con ellos y se dirigió hacia el sur para extender su área de control. Flavio Constancio, tras acabar con Constantino, no intentó reprimir la nueva usurpación sino que prefirió retornar a Italia ya que los visigodos habían llegado a la llanura Padana.
Ataúlfo evitó enfrentarse al ejército romano —ahora reforzado con las anteriores tropas de Geroncio y Constantino— por lo que se dirigió hacia los pasos alpinos que daban entrada en la Galia junto a los que se quedó estacionado, sin cruzarlos, para pasar el invierno. Cuando llegó la primavera de 412, entraron en la Galia y Ataúlfo inició conversaciones con Jovino con el objetivo de unirse a él en lo que fue una repetición de la estrategia que había seguido Alarico con Átalo en el 410. Para el usurpador estaba claro que, en esta alianza, él quedaría relegado al papel de mera marioneta de los visigodos algo a lo que no estaba dispuesto por lo que actuó por su cuenta y nombró a su hermano Sebastiano como coemperador sin consultarlo con Ataúlfo. Este, viendo frustradas sus intenciones, entró en conversaciones con el gobierno de Rávena y le ofreció acabar con Jovino a cambio de suministro de cereales y un tratado de foedus. Honorio aceptó la propuesta por lo que los visigodos capturaron a Sebastiano en Arelate y se pusieron en marcha hacia el norte, a Valentia (Valence), donde el usurpador había instalado su gobierno. Sitiaron la ciudad hasta que Jovino se rindió en julio de 413 tras lo que enviaron las cabezas de ambos hermanos a Rávena donde llegaron el 30 de agosto.

#### Rebelión de Heracliano
En las negociaciones entre Ataúlfo y Honorio, posteriores al final de Jovino, el gobierno de Rávena exigió el retorno de Gala Placidia con la que Flavio Constancio quería casarse para entrar, así, en la familia imperial. A cambio, parece ser que permitió el asentamiento de los visigodos en Aquitania donde tomaron Burdigala (Burdeos). Aunque estos aceptaron los términos, un acontecimiento dificultaba, desde enero, que Honorio cumpliese parte de su acuerdo y les suministrase los prometidos cereales. En la diócesis de África se había producido la rebelión de Heracliano quien había inclinado la balanza a favor de Honorio durante la usurpación de Átalo en 410 y que, ahora, se veía relegado dentro del gobierno imperial en favor de Constancio. El rebelde cortó el suministro de grano y en julio, condujo un ejército a Italia con el objetivo de deponer a Honorio aunque sus tropas fueron derrotadas por Marino en Utriculum (Otricoli) y el propio Heracliano capturado y ejecutado cuando volvió a África.
Al encontrarse los visigodos estacionados en Aquitania, el inicio de la cosecha en verano les dio acceso a suministros sin tener que esperar a los que enviase Honorio quien, para entonces, ya volvía a controlar África y estaba en disposición de cumplir su parte del acuerdo. Ataúlfo prefirió romperlo y retener, así, a Gala Placidia para casarse con ella e intentar crear una línea dinástica que uniese a visigodos y romanos. Salió de Aquitania a finales de 413 y atacó las ciudades de las provincias narbonenses donde tomó, sin resistencia, Toulouse y Narbona. Su siguiente objetivo fue Massilia (Marsella), el puerto comercial más importante de la costa gala. Para entonces, los recursos militares de la corte de Rávena habían mejorado ostensiblemente porque, una vez suprimidas las usurpaciones que habían asolado el Imperio, para el verano de 413 Flavio Constancio había conseguido reunir un ejército considerable y estaba en posición de enfrentarse a los visigodos. La ciudad fue defendida con habilidad por las tropas imperiales y un joven oficial, Bonifacio, consiguió herir a Ataúlfo durante los combates.

#### Fracaso de Ataúlfo
La estrategia de Ataúlfo pasó de, meramente, buscar un asentamiento para su pueblo a querer jugar un papel personal importante en la política del Imperio. A pesar de su derrota en Massilia, los visigodos controlaban, ahora, la provincia de Narbonensis prima donde podían acceder a los suministros del interior de la Galia o adquirirlos a través del puerto comercial de Narbona. Con el apoyo de la aristocracia local que no deseaba volver bajo las órdenes de Rávena, en enero de 414 hizo proclamar a Átalo, otra vez, emperador y este nombró al líder visigodo como magister militum. Investido, ahora, con un cargo imperial y con uniforme de general romano, Ataúlfo contrajo matrimonio con Gala Placidia en Narbona. Esta quedó embarazada al poco tiempo lo que, unido al hecho de que Honorio no tenía hijos, abría la posibilidad del establecimiento de una nueva dinastía para gobernar el Imperio en la persona del futuro hijo de Ataúlfo. La perspectiva de llegar a un acuerdo con Honorio desapareció entonces porque las bases del nuevo régimen eran frágiles y el Imperio, que ya no estaba tan débil, era consciente de ello. Flavio Constancio se dirigió con el ejército a Arlés y estableció, allí, su cuartel general. Para no arriesgar a las tropas en una batalla contra los visigodos, optó por implantar un bloqueo naval a los puertos bajo el control de estos. Conforme avanzó el año la situación de los invasores fue a peor ya que los suministros que podían conseguir del interior de la Galia, devastado por los saqueos de años anteriores, no eran suficientes y el hambre se extendió por la provincia.
Para finales del 414 o inicios del 415, los visigodos abandonaron la Narbonense —no sin antes saquear a conciencia sus ciudades— cruzaron los Pirineos y se establecieron en la Tarraconense donde hicieron su capital en Barcino (Barcelona). Flavio Constancio los siguió con su ejército y tomó los pasos pirenaicos a la vez que, también, bloqueó con la flota los puertos de la provincia para que las tropas de Ataúlfo no pudieran recibir suministros por mar. La situación de los visigodos no mejoró en su nuevo asentamiento. Hispania también estaba arrasada y gran parte de ella ocupada por alanos, vándalos y suevos quienes se aprovecharon de ellos exigiéndoles un precio abusivo por los suministros. En esta situación falleció el hijo de Ataúlfo y Gala Placidia al poco de nacer de modo que desapareció el elemento más importante de su estrategia para unir a los romanos y a su pueblo mediante una nueva dinastía. Entre estos se había ido extendiendo el descontento durante los meses anteriores por la impresión de que lo que impedía un acuerdo con la corte de Rávena era la ambición personal de su líder por conseguir un lugar destacado dentro de la estructura imperial. Se formó una conspiración contra él donde la mano ejecutora fue el sirviente de un líder godo —probablemente Sarus— muerto por Ataúlfo años antes y que asesinó al caudillo cuando este inspeccionaba sus caballos en el verano de 415.

### Tercera fase: en Hispania con Walia
El nuevo líder visigodo fue Sigerico, hermano de Sarus y como él, miembro de una familia aristocrática que había salido perdedora frente a la de Alarico en las disputas anteriores por el liderazgo entre los godos. Su primera acción fue asesinar a los hijos que Ataúlfo había tenido en un matrimonio anterior y al hermano de aquel. Igualmente, despreció y humilló a Gala Placidia haciéndola marchar, a pie, delante de su caballo. Su manera de gobernar le ganó pronto la animosidad entre los suyos de tal manera que, tras solo siete días de reinado, fue asesinado y sustituido por Walia.
La estrategia visigoda dio un giro con el nuevo monarca y dejó de buscar un acuerdo con la corte de Rávena para conseguir un asentamiento legal dentro del Imperio. Walia fue consciente de que la desolada Hispania se había convertido en una trampa para ellos e intentó volver a la Galia aunque el bloqueo de los pasos pirenaicos por Constancio lo impidió.  Se volvió, entonces, a intentar el antiguo plan de Alarico de pasar a la provincia de África y asentarse allí. Marcharon junto a la costa mediterránea hacia el sur, se apoderaron de cuantos barcos pudieron encontrar y cuando llegaron a Gades (Cádiz) intentaron pasar el estrecho de Gibraltar. Al igual que había sucedido con Alarico seis años antes, una tormenta acabó con la flota y causó graves pérdidas entre los que iban en ella.
Los visigodos se encontraron, entonces, aislados dentro del territorio de los vándalos silingos por lo que retornaron hacia el norte en una penosa marcha durante la que estos se aprovecharon de su situación para hacerles pagar precios desorbitados por los suministros. Llegaron de regreso a la Tarraconense a principios de 416 donde Walia encontró que los pasos pirenaicos seguían bloqueados por los romanos y comenzó a temer que Flavio Constancio pudiese llegar a algún tipo de alianza con los pueblos invasores de Hispania para acabar con los visigodos en una guerra de dos frentes.

## El acuerdo de paz en 416

Recuperación del Imperio occidental en el año 418. Zonas de control:
Honorio
Britanorromanos
Burgundios
Visigodos
suevos y vándalos
Flavio Constancio pudo restablecer el control del gobierno de Honorio sobre la mayor parte del territorio perdido aunque no pudo evitar el surgimiento de los reinos bárbaros.

#### Los visigodos comofoederatidel Imperio
Después de ocho años de conflicto, tanto el Imperio como los visigodos estaban interesados en alcanzar algún tipo de arreglo que le pusiera fin. En el plano militar, la corte de Rávena eran consciente de que, tras años de guerra y usurpaciones, no podía arriesgar su principal ejército en un ataque directo con resultado incierto y cuyo fracaso habría abierto las puertas a nuevas usurpaciones y a una expansión tanto de los invasores de Hispania como de los pueblos ribereños del Rin. Por su parte, los visigodos temían que un eventual acuerdo de los romanos con alanos, vándalos y suevos acabase de forma definitiva con ellos aprovechando su mayor debilidad: la escasez de suministros. En el aspecto político, la falta de descendencia de Honorio hacía que su hermana Gala Placidia fuese la transmisora de la legitimidad dinástica por lo que su cautiverio significaba el riesgo de que se volviese a producir la situación vivida con Ataúlfo y Átalo. Además, en un ámbito más personal, Flavio Constancio seguía viendo en ella la mejor manera de entrar en la familia imperial y consolidar su posición como hombre fuerte del gobierno. Walia, por su parte, era consciente de que Honorio mantendría su estrategia de no aceptar que los visigodos jugasen ningún papel político dentro del Imperio y que debían abandonar este objetivo que habían seguido con Alarico y Ataúlfo.
Se llegó, finalmente, a un acuerdo en la primavera de 416. Se plasmó en que los romanos suministrarían 5400 toneladas de grano y accederían a un asentamiento legal de los visigodos en el suroeste de la Galia. Estos por su parte, devolverían a Gala Placidia y lucharían, en nombre del Imperio, contra los invasores de Hispania. Entregada la princesa y recibidos los suministros, los visigodos se pusieron en marcha para enfrentarse con los vándalos silingos y los alanos de Ataces quienes controlaban, respectivamente, la Bética y la Lusitania. De los alanos de Respendial, asentados en la Cartaginense, se ocuparon los vándalos asdingos quienes, para entonces, también habían llegado a un acuerdo de alianza con la corte de Rávena. Tras dos años de exitosa guerra, en 418 los visigodos habían acabado con los silingos cuyos supervivientes se tuvieron que unir con sus primos asdingos. Los alanos, por su parte, sufrieron una derrota de igual calibre que les llevó a desaparecer como entidad política y obligó a los que quedaron a ponerse, también, bajo la protección de los asdingos cuyo líder adoptó, entonces, el título de «rey de vándalos y alanos».
La rapidez y eficacia con la que los visigodos cumplieron su misión llevó a que en la corte de Rávena se levantase el temor a que se apropiasen de Hispania. Ordenaron, entonces, que abandonasen la península y ese año 418 les otorgaron el asentamiento que llevaban buscando desde que habían entrado en el Imperio occidental bajo Alarico, por primera vez, en el 401. Walia no llegó a ver a su pueblo establecido allí porque, poco antes de cruzar los Pirineos, murió y fue sucedido por Teodorico.

#### El asentamiento visigodo en Aquitania
El área asignada a los visigodos se situaba en el suroeste de la Galia. Incluía la provincia completa de Aquitanica secunda que abarcaba desde el bajo Loira hasta el río Garona y que contaba con seis civitates: Burdigala (Burdeos); Aginnum (Agen); Engolisma (Angulema); Sanctum (Saintes); Pictavium (Poitiers) y Petricorium (Périgueux). Además de esta, también se les cedió parte de Novempopulania (el área entre los Pirineos y el Garona) y de la Narbonensis prima (el territorio junto al Garona) donde establecieron su capital en Toulouse. Al asentarles allí, el Imperio los colocaba a suficiente distancia de Rávena como para que no pudiesen interferir en el gobierno y en las relaciones entre este y la corte de Constantinopla. Además, quedaban cerca de la entrada a Hispania donde, todavía, el Imperio no había conseguido recuperar el noroeste controlado por vándalos y suevos. El extremo este del territorio visigodo lo marcaba la ciudad de Toulouse de tal manera que la mayoría de la provincia Narbonensis prima quedaba bajo control romano y permitía al Imperio mantener la comunicación con Hispania. Esto sería el origen de posteriores enfrentamientos contra los visigodos por sus intentos de controlar alguna de las ciudades costeras y obtener, así, una salida al Mediterráneo.
El territorio del asentamiento había sido asolado durante la década anterior. Al paso de los invasores alanos, vándalos y suevos, siguieron los ataques de bagaudas que, parece, controlaron la provincia de Aquitanica secunda así como el de los propios visigodos quienes se instalaron temporalmente alrededor de Burdigala y el Garona durante el 413. Muchas tierras de cultivo habían quedado abandonadas al huir sus propietarios hacia las ciudades o al territorio controlado por Rávena lo que permitió que se pudiese instalar a los nuevos habitantes sin tener que acometer grandes desplazamientos de la población galorromana. Como se trataba de tierras fértiles, cuando fueron puestas otra vez en cultivo pudieron abastecerlos suficientemente. Además, se siguió manteniendo la estructura comercial de las ciudades y el control del puerto de Burdigala les dio acceso al comercio atlántico. La restaurada estabilidad animó a buena parte de los galorromanos huidos a retornar a la zona con lo que la cultura romana pudo mantenerse en gran parte. Con todo, aunque estos quedaron, en teoría, sometidos a la autoridad de Rávena, la estructura administrativa del Imperio prácticamente desapareció allí.

## Consecuencias y acontecimientos posteriores
Aunque en el asentamiento de los visigodos en 418 proporcionó una nueva estabilidad, la larga guerra de desgaste librada contra ellos desde 408 tuvo graves consecuencias —militares, políticas, económicas y territoriales— para el Imperio occidental.

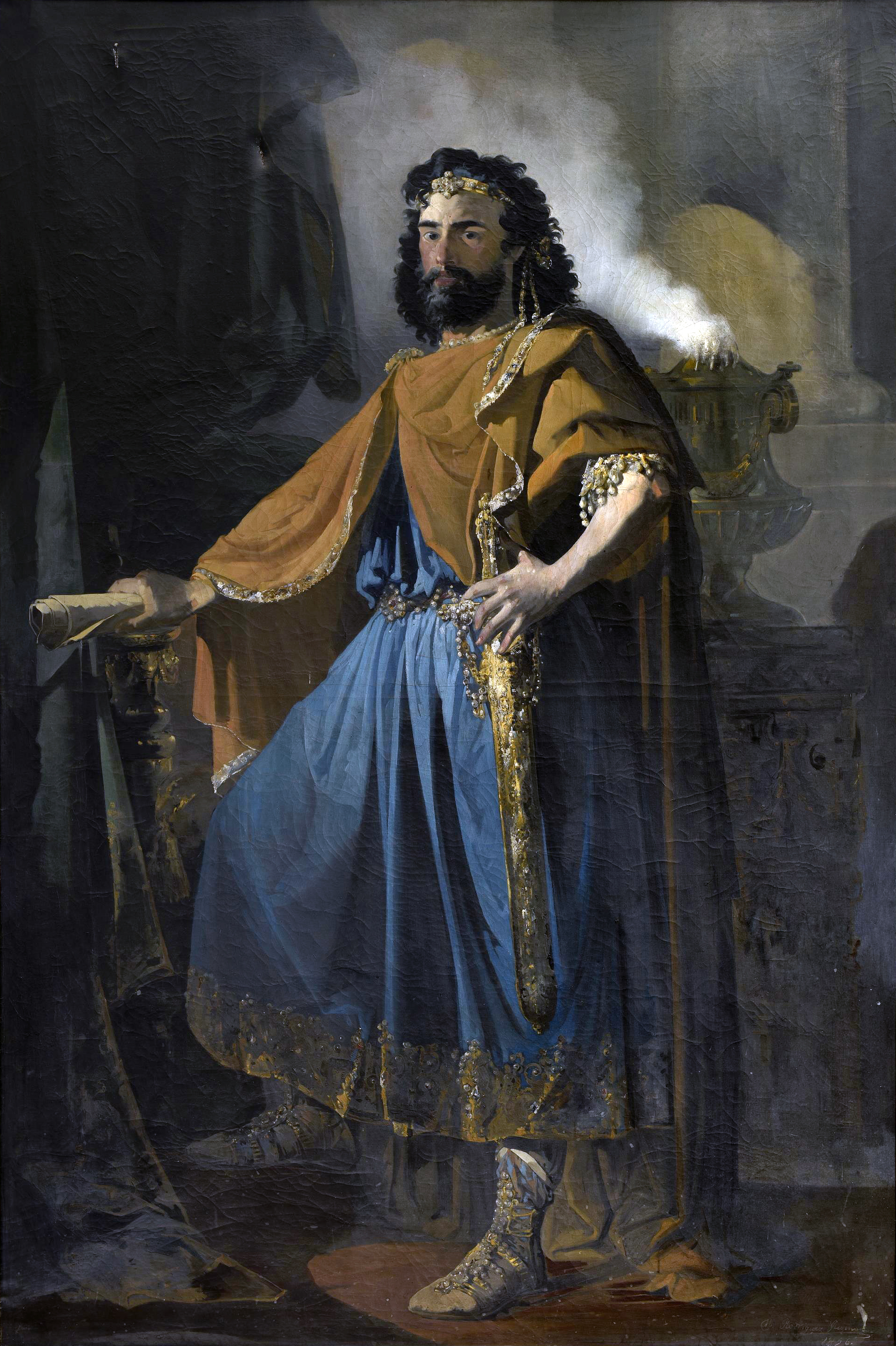
Retrato imaginario de Eurico. Aprovechó la descomposición del Imperio occidental para iniciar —en el año 468— una expansión del reino visigodo de Tolosa que lo llevó a controlar gran parte de la Galia e Hispania y a convertirse en uno de los reinos bárbaros más poderosos entre los que sucedieron al Imperio tras su desaparición en el 476.

Militarmente, el ejército de Italia perdió gran parte de sus efectivos al desertar estos al inicio del conflicto y posteriormente, sufrió bajas en la batalla de la Vía Flaminia y en la supresión de las usurpaciones de Constantino y Heracliano. Las tropas de la Galia y Britania, por su parte, también habían experimentado un gran desgaste durante la lucha contra los invasores del Rin. De esta manera, cuando Flavio Constancio consiguió reunir bajo su mando todo el ejército occidental en el verano del 413 los efectivos comitatenses se habían reducido un 48 % respecto a la cifra existente al inicio del gobierno de Honorio. Para compensar estas pérdidas se reconvirtieron unidades limitanei de calidad inferior y que, en buena parte, estaban compuestas por militares bárbaros que habían sido reclutados junto a la frontera. Estas tropas, por su parte, ya no pudieron ser repuestas por la lastimosa situación financiera en la que quedó el Imperio occidental.
En el aspecto político, la estancia continuada de grandes ejércitos extranjeros dentro del territorio imperial obligó a los propietarios de tierras a tener que buscar algún modo de entendimiento y convivencia con ellos a costa de su lealtad a la corte de Rávena. Esto se hizo evidente durante el segundo asedio de Roma en el que los senadores acabaron por aceptar el liderazgo de Alarico y en la ocupación visigoda del sur de la Galia donde las élites romanas se entendieron con ellos como mejor manera de tener paz y estabilidad. El Imperio intentó promover la lealtad de los galorromanos tras la guerra con la instauración de un consejo en Arlés que se reuniría regularmente con la presencia de representantes provinciales para discutir sobre su situación. Esto no impidió, sin embargo, que en conflictos posteriores, los habitantes volviesen a seguir la estrategia de entenderse de alguna manera con los invasores bárbaros con el fin de mantener la paz.
Las consecuencias económicas fueron desastrosas. Las provincias peninsulares de Italia Suburbicaria —Tuscia y Umbría, Piceno Suburbicario, Valeria, Campania, Samnio, Apulia y Calabria así como Lucania y Brucio— quedaron tan dañadas por los visigodos que el gobierno imperial tuvo que reducirles los impuestos un 80 % durante varios años. Esta falta de ingresos no pudo ser compensada con los de otras áreas que habían sufrido bajo los invasores del Rin, como Galia e Hispania, o habían quedado fuera del sistema imperial, como Britania.
En el ámbito territorial, el final de la guerra alumbró la aparición de dos nuevos reinos bárbaros dentro de las fronteras imperiales: el de los visigodos y el de los burgundios. Estos se añadían a los que ya habían creado los vándalos y los suevos en la provincia hispana de Gallaecia y significaban unas pérdidas territoriales que se completaban, además, con el abandono de Britania.
La inicial paz con el nuevo reino visigodo solo pudo mantenerse durante algunos años ya que, en 425, estos iniciaron sus intentos de controlar una salida al Mediterráneo con el asedio de la ciudad costera de Arlés. Los enfrentamientos con ellos se repetirían, intermitentemente, durante las décadas siguientes hasta que, tras la catástrofe en el intento por recuperar África en el 468, Eurico comenzó un exitoso proceso de expansión que arrebató al Imperio gran parte de las diócesis de Siete Provincias e Hispania y convirtió a su reino en el más poderoso de los que quedaron a la desaparición del Imperio en el 476. Con todo, durante los periodos de paz, los visigodos colaboraron con los romanos como aliados suyos en varias campañas para controlar Hispania y de manera destacada, en el rechazo de la invasión de Atila en el 451.